# Pépin (graine)
Pour les articles homonymes, voir Pépin.
En botanique, un pépin désigne la ou les graines qui se trouvent au centre d'un type de fruit particulier, la baie.

## Étymologie
Le substantif masculin,, pépin (prononcé [pepɛ̃]) est un probable dérivé, de *pep-,,, un radical,, roman exprimant la petitesse,,. Il est attesté au XIIe siècle. D'après le Trésor de la langue française informatisé, sa plus ancienne occurrence connue se trouve dans la Chronique des ducs de Normandie de Benoît de Saint-Maure, datée de vers 1175.

## Botanique
En botanique le pépin s'oppose au noyau sans critère de taille ni de nombre. Le pépin est considéré comme une graine nue (enveloppe non rigide) alors que le noyau a une enveloppe dure en lignine (principal composant du bois).
Le raisin, la pomme, l'orange ont des pépins tout comme l'avocat. Les grains de café et les grains de poivre sont des pépins. Par contre, la cerise, la pêche, l'abricot ont un noyau ; la noix est un noyau.

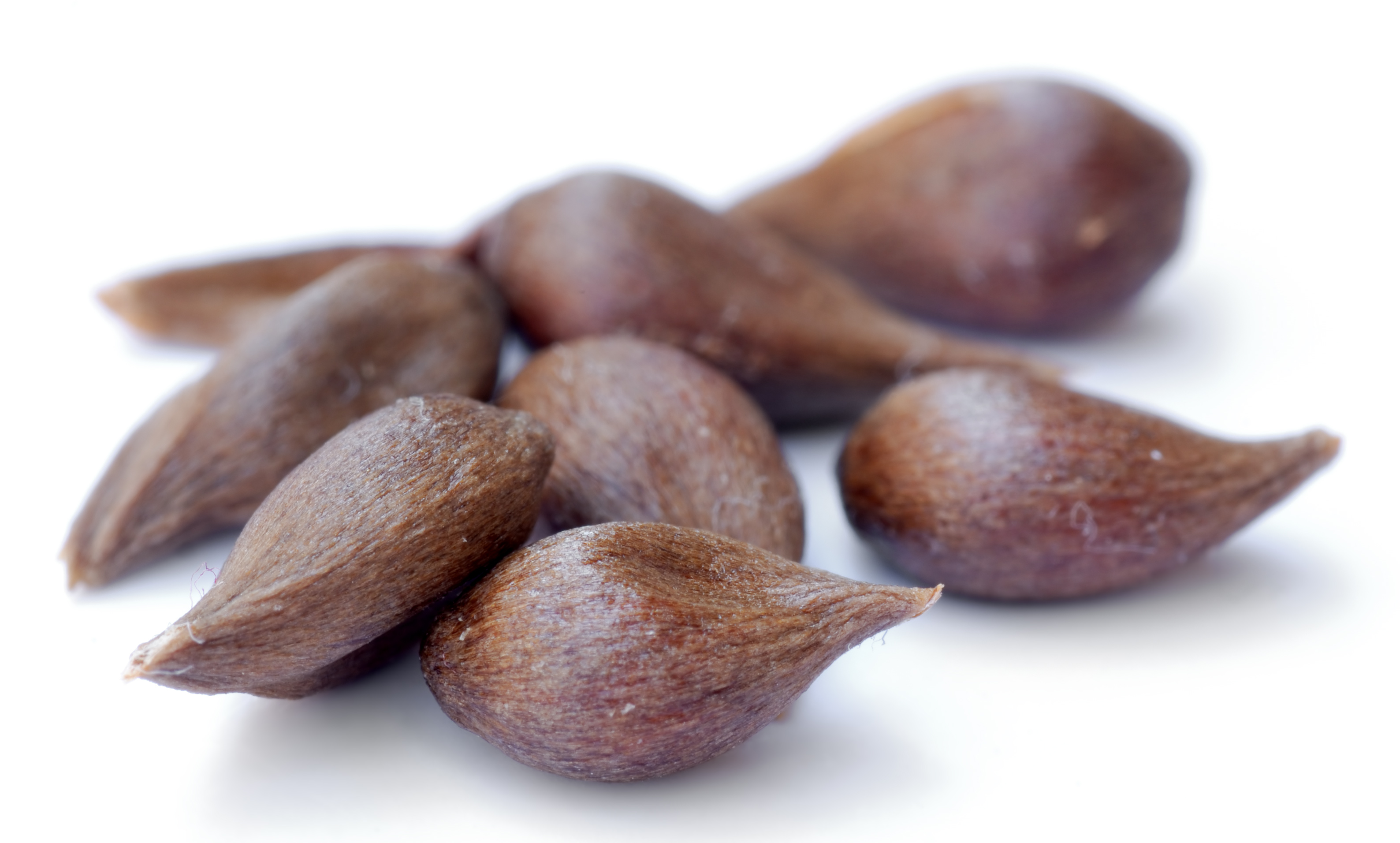
Pépins de pommes (contenant de l'amygdaline, substance toxique)

La forme et la composition biochimique des pépins (notamment la présence d'une cire, d'une cuticule très dure, ou d'un mucilage en surface) sont généralement telles que les pépins (s'ils ne sont pas croqués ou mâchés) peuvent être ingérés sans être digérés par les animaux qui mangent les fruits. 

Parfois le passage par le système digestif d'un animal particulier est nécessaire à la levée de la dormance du germe.

## Toxicité
Certains pépins contiennent des substances amères plus ou moins toxiques pour l'homme ou les animaux. Ces toxines résultent probablement de la sélection naturelle qui a favorisé les plantes dont les graines contiennent des substances chimiques décourageant les herbivores, granivores et autres prédateurs. Les doses en sont rarement mortelles et souvent inoffensives (sauf à consommer un grand nombre de ces pépins), mais suffisantes pour diminuer l'appétence d'un animal pour le pépin ou le noyau. 

Cela est aussi vrai pour certains fruits réputés comestibles : les pépins de pomme contiennent de l'amygdaline (un glycoside cyanogène), aussi présente dans les amandes amères, l'ingestion de 50 amandes amères peut tuer un humain adulte ; ces toxines peuvent se développer en fonction du climat et donc évoluer. Des fruits de plantes sauvages ou ornementales ne peuvent nuire qu'aux enfants et se trouver dans la nature, les villes, les habitations (certaines plantes vertes d'appartement, comme le Cycas du Japon (Cycas revoluta), sont dangereuses).

## Usages commerciaux
De certains pépins, on extrait des substances d'intérêt culinaire ou commercial (industriel, agroalimentaire ou chimique). C'est le cas par exemple pour :
- l'huile de pépins de raisin,
- extrait de pépin de pamplemousse.